# Metamorphoses
Metamorphoses é uma telenovela brasileira produzida pela Casablanca e exibida pela Record entre 14 de março e 27 de agosto de 2004 em 122 capítulos. Foi escrita por Arlette Siaretta na primeira fase e Letícia Dornelles na segunda, com colaboração de texto de Jaqueline Vargas, Mireille Gaudin, Vivian de Oliveira e Yoya Wursch, direção de Pedro Siaretta, João Biscalchini, Tânia Lamarca e Vicente Barcellos, sob direção geral de Tizuka Yamasaki na primeira fase e Pedro Siaretta na segunda. A classificação indicativa da novela é de imprópria para menores de 12 anos.
Vanessa Lóes e Luciano Szafir protagonizaram a primeira fase nos papéis de Circe Cipriatis e Lucas Mendonça, enquanto Jackeline Petkovic e Szafir foram os responsáveis pelos papéis principais na segunda fase. Paolla Oliveira, Ricardo Macchi, Luciene Adami, Paulo Betti, Gianfrancesco Guarnieri, Joana Fomm, Zezé Motta, Lúcia Alves, Kissei Kumamoto e Deyve Rose interpretaram os demais personagens principais.
A cantora Leila Pinheiro executou o tema de abertura, "Olhar de mulher", presente em um CD lançado pela Record Produções e Gravações, contendo a trilha sonora da trama. O título Metamorphoses é uma analogia às mudanças físicas que os jovens se submetem em busca de um corpo padronizado e também é o nome de uma clínica cirúrgica, cenário principal da telenovela. Foi recebida negativamente pela mídia e pelo público e considerada "uma cirurgia plástica malsucedida", segundo Daniel Bergamasco, da revista Isto É Gente.

## Antecedentes
Após O Espantalho (1977), produzida em parceria com a TV Tupi e TVS, a teledramaturgia da Record sofreu uma pausa durante a década de 1980. Voltou anos depois com o desenvolvimento de Direito de Vencer e Canoa do Bagre em 1997, mas parou suas produções e terceirizou as minisséries Uma Janela para o Céu (1997), Velas de Sangue (1997), A Sétima Bala (1997), Do Fundo do Coração (1998) e a novela Estrela de Fogo (1998) pela produtora VTM. Louca Paixão (1999) e Tiro e Queda (1999) foram produzidas pela JPO.
Na década de 2000, investiu em Marcas da Paixão (2000), Vidas Cruzadas (2000) e Roda da Vida (2001). Nenhuma dessas produções obteve um lucro e uma audiência satisfatórios. Dessa forma, a Rede Record decidiu exibir a telenovela venezuelana Joana, a virgem e, em seguida, a colombiana Um Amor de Babá. Da mesma maneira, os índices foram abaixo do esperado e os produtores de teledramaturgia resolveram iniciar Metamorphoses propondo atores renomados e história objetiva, a fim de conquistar a vice-liderança.

## Produção
Após três anos sem exibir nenhuma telenovela brasileira, a Record decidiu estabelecer uma parceria com a empresa Casablanca, a qual já era encarregada pela produção da série Turma do Gueto, para retornar à teledramaturgia com uma trama que tematizasse os padrões de estética e beleza. Para isso, a emissora arcou com 30 milhões de reais para a preparação de cenários, escolha de elenco e publicidade a fim de conquistar a vice-liderança na audiência.
| “ | O fato de projetarmos chegar à segunda posição não é uma obsessão. Acreditamos no sucesso de um investimento maciço. A concorrência está ficando mais acirrada [...] Estamos pondo na cesta o que o público e o mercado querem: novelas, esporte, jornalismo, programas infantis, séries. Vai ter de tudo e com boa qualidade. Isso não encontramos nas outras emissoras. | ” |

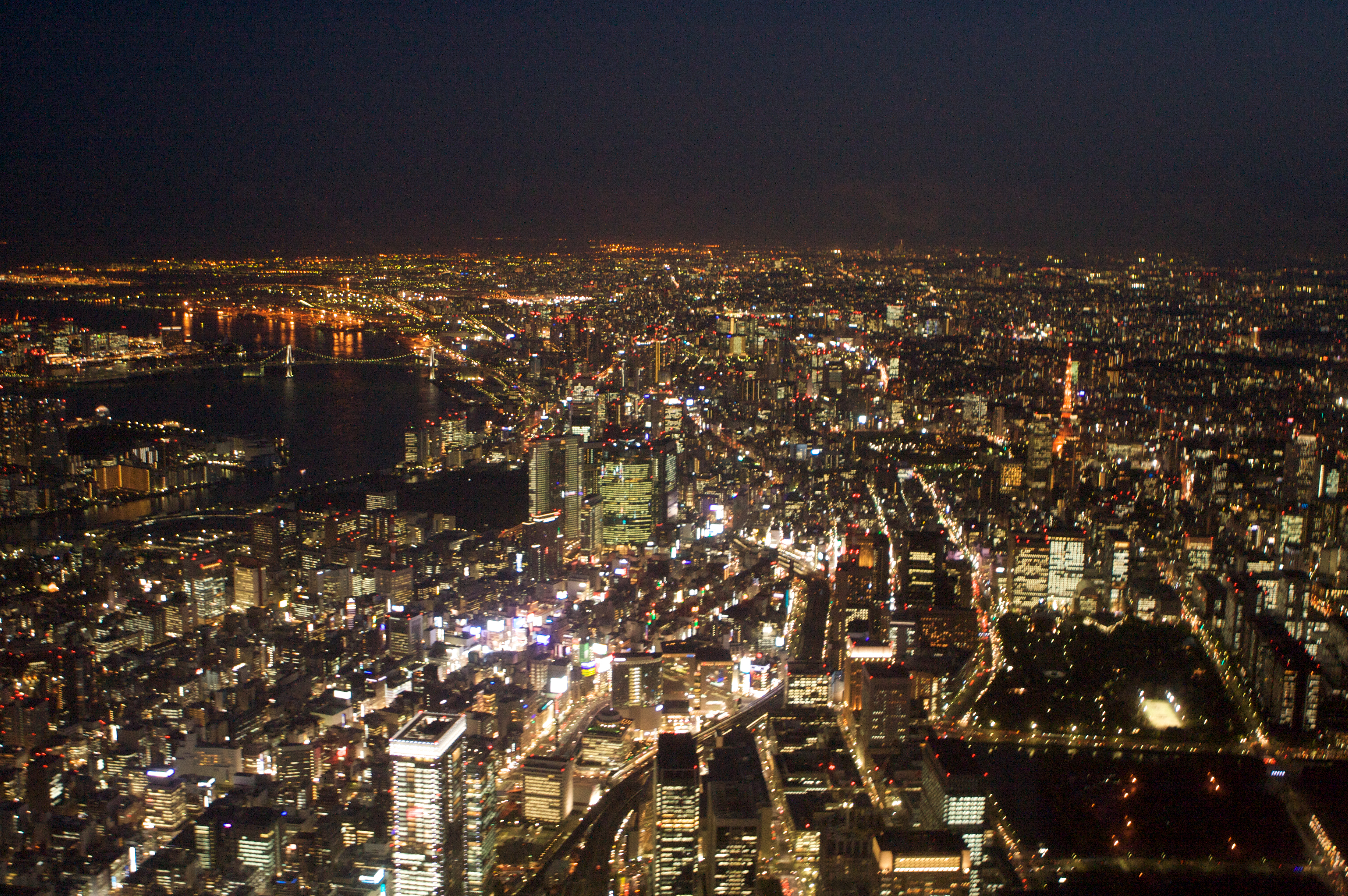
Os primeiros capítulos de Metamorphoses foram marcados por cenas gravadas em Tóquio, Japão.

Mário Prata foi contratado para ser roteirista, Tizuka Yamasaki para diretora, o espanhol Affonso Beato, que havia trabalhado com Pedro Almodóvar e Édgar Moura para diretores de fotografia. As filmagens, portanto, começaram em fevereiro de 2004 com a previsão de elaboração de 144 capítulos. A princípio, a produção permanecia estável, mas Prata desistiu de escrever a trama afirmando que a produtora Arlette Siaretta, dona da Casablanca, fez modificações drásticas em seu texto e não aceitou a mudança do título da telenovela para Joia Rara. Com isso, Siaretta se encarregou de ser a roteirista e decidiu esconder da mídia que tinha assumido o texto para atrair a curiosidade do público, recaindo autoria ao pseudônimo Charlotte Karowski.
A telenovela foi a primeira captada totalmente em alta definição, dando um acabamento semelhante ao de séries dramáticas estadunidenses. Para a produção de cada capítulo, a emissora investiu 120 mil reais na utilização de tecnologias e gravações de externas. A Casablanca ainda procurou 150 histórias relacionadas à cirurgia plástica para garantir a veracidade dos fatos apontados na trama.

### Escolha do elenco
A emissora pediu para a produtora Casablanca assinar contrato com pelo menos quatorze atores renomados e conhecidos por trabalhos grandiosos. Gianfrancesco Guarnieri e Zezé Motta foram os primeiros confirmados em Metamorphoses. Luciene Adami foi anunciada para ser a protagonista, porém a produtora preferiu que ela ficasse com o papel antagônico. A atriz Tallyta Cardoso entrou em consenso com a produção da telenovela e decidiram que ela ia fazer uma cirurgia no nariz e implante de silicone para o processo ser transmitido na trama. O mesmo foi realizado com Cristiane Rebello, Miss Brasil Beleza Internacional 1992, que fez uma participação especial mostrando a lipoaspiração. Os demais atores, incluindo os protagonistas, foram anunciados na campanha de lançamento da telenovela.
Em uma tentativa de melhorar a audiência, foi lançada a segunda fase de Metamorphoses, sofrendo mudanças consideráveis tanto no texto quando no elenco. Paulo Betti, Lúcia Alves, Kissei Kumamoto e Francisca Queiroz saíram da história e suas personagens tiveram seus desfechos na primeira fase. Portanto, Jackeline Petkovic foi colocada como protagonista e par-romântico de Luciano Szafir, enquanto Paolla Oliveira e Ricardo Macchi foram anunciados como os antagonistas da nova fase.

### Cenário e caracterização
A clínica de cirurgia plástica intitulada Metamorphoses foi o cenário principal da maior parte das tramas da telenovela. As primeiras cenas foram gravadas em Tóquio, onde foram enviados os atores e a equipe técnica para tematizar a Yakuza, membros da organização criminosa transnacional originários do Japão. A exibição de um núcleo japonês foi comentado por Siaretta: "O formato se anuncia inovador. A história terá um misto de reality show e ficção [...] quase inédito, só Os Imigrantes (1981) mostrou uma colônia japonesa".
Uma mansão de 5 mil metros quadrados foi construída em São Paulo para algumas filmagens que não envolvem a clínica de cirurgia plástica ou a temática japonesa. Na avenida República do Líbano, foi alugado um casarão, onde funcionou de locação para a clínica, um spa e um restaurante japonês. Uma cena de atropelamento de carro presente no primeiro capítulo foi extraída do filme Intersection (1994), dirigido por Mark Rydell.

## Enredo
A história transcorre da seguinte forma:

### Primeira fase
"O detalhe que nem a mídia percebeu é que Metamorphoses é uma novela-seriado. Seus capítulos são enriquecidos com novas tramas e de um novo contexto. A evolução dessa novela marca um novo paradigma da teledramaturgia brasileira".

Durante a Revolução Russa de 1917, a valiosa joia de Braque desapareceu misteriosamente. Em 2004, a Yakuza, uma organização criminosa transnacional procurou Circe Cipriates para descobrirem sobre o roubo da joia e obrigá-la a fazer um transplante facial em Takashi Mifune, líder da máfia japonesa. Após saber dos fatos, ela foge para o Brasil e em seguida sofre um acidente gravíssimo com sua irmã Lia. A irmã pede ao cirurgião Lucas para realizar um transplante em Circe, a fim de que ela não seja perseguida.
Após acordar, Lucas percebe que Circe está com amnésia e resolve chamá-la de Lia para assegurar a proteção. A máfia japonesa viaja para o Brasil, acreditando mais ainda que Circe é a responsável pela posse do adorno. Portanto, os membros dessa organização sequestram Paulinho, filho de um delegado renomado, e pedem ajuda a Valentina, Aoki e Aniki para chegar até Circe. O sequestro e a ajuda não contribuíram, uma vez que Valentina foi descoberta por estar com a joia. Após um longo tempo de confusão sobre este assunto, Valentina assassina o chefe da Yakuza e Circe descobre sua verdadeira identidade, é inocentada quanto ao roubo e decide se distanciar de Lucas.

### Segunda fase
Na clínica de cirurgia plástica, Lucas conhece Suellen, uma jovem romântica que vive em uma mansão. Kelly, sua irmã, tem muita inveja e planeja várias situações para separá-los. Stella e Ângelo mantém relações pouco conjugais e também decidem conquistar Lucas e Suellen, para que eles se distanciem a partir de ameaças, chantagens e seduções. Teodora, tia de Suellen, sente muita raiva da cunhada Val e determina roubar uma joia muito valiosa para deixá-la nervosa.
Kelly inventa várias mentiras e inicia diversas brigas sem motivos com a irmã. Em uma consulta na clínica, ela encontra Lucas e Suellen juntos, as duas começam uma discussão interminável. Frederico, o pai das irmãs, descobre sobre o plano de Kelly em irritar Lucas e Suellen e castiga a filha com violência.

### Fase final
Lucas revela a Diana, sua ex-namorada, que não se sente tão atraído por Suellen como se sentia por Circe. Stella e Ângelo, após capturarem a joia de Braque e venderem para Tallyta, fogem. Tallyta entrega a joia para Lucas, que por sua vez a devolve para a Organização Internacional de Polícia Criminal. Suellen continua vivendo com seus pais em sua mansão. Teodora conta sobre sua tristeza pelo que sofreu na infância e faz as pazes com a cunhada. Circe volta ao Brasil, recebe dez milhões de dólares como recompensa da máfia japonesa, investe parte do capital na clínica e se casa com Lucas.

## Exibição
O primeiro capítulo de Metamorphoses foi exibido no dia 14 de março de 2004, substituindo Um Amor de Babá, na faixa das 20h. Apesar da estreia ocorrer num domingo, a telenovela foi exibida de segunda a sexta (com exceção do capítulo 7, que também foi ao ar num domingo), com classificação indicativa de não recomendado para menores de doze anos. O último capítulo da trama foi ao ar em 27 de agosto de 2004, 20 episódios a menos que o previsto, e sendo substituída por A Escrava Isaura (que estreou apenas em outubro).
A distribuição internacional de Metamorphoses é feita pela produtora americana VIP 2000 TV, numa versão editada com 88 capítulos. A aquisição dos direitos foi realizada em 2008, fruto de uma parceria com a Casablanca, e a trama recebeu os títulos Metamorfosis e New Face. Em julho de 2010, a novela estreou na Venezuela através do canal Televen. Entre junho e setembro de 2012, a versão internacional da novela esteve disponibilizada na plataforma de streaming Netflix, com remasterização internacional de imagem (estilo Friends).
A vinheta de abertura, também dirigida pelos diretores de fotografia, mostra inicialmente um deserto com uma joia muito brilhante. Essa joia se quebra, dando lugar a diversas borboletas, as quais passam por cenas importantes da história,  que representam a clínica de cirurgia plástica que dá nome a telenovela; a modelo que aparece na sequência era Lu Schievano, modelo e ex- apresentadora do programa Ver Ciência da TV Cultura. Leila Pinheiro foi a encarregada pelo tema de abertura, interpretando "Olhar de mulher". Cristina Padiglione, de O Estado de S. Paulo não gostou da abertura e comentou que "a música é um anti-clímax inimaginável para quem está relançando um produto [muito] caro".

## Elenco
Luciano Szafir interpretou Lucas Mendonça, um cirurgião plástico apaixonado por Circe (Vanessa Lóes/Lígia Cortez), que sofre um acidente de carro gravíssimo onde perde a memória. Neste período, Lia (interpretada inicialmente por Lóes) pede ao cirurgião para que sua irmã Circe sofra um transplante facial, de modo que ela se pareça com Lia e possa despistar a máfia japonesa, que pensa ser Circe a encarregada por um roubo de uma joia preciosa. Takashi Mifune (Kissei Kumamoto) é o líder desta máfia e o responsável por chantagens e ameaças.
Dentro do núcleo brasileiro, relacionam-se as personagens Marcos Ventura (Paulo Betti), Eugênio Alencastro (Gianfrancesco Guarnieri), Margot Dubois (Joana Fomm), Isabela Franco (Lúcia Alves), Aspásia (Myrian Muniz), Lourdes (Suely Franco), Prazeres (Zezé Motta), Diana (Luciene Adami), Fábio Fraga (Rodrigo Lombardi) e Carlos Rabelo (Zé Carlos Machado). Por outro lado, no núcleo japonês, estão envolvidas as personagens Ana Valentina (Francisca Queiroz), Joseane (Ilana Kaplan), Ivan (Fernando Pavão), Aoki (Ken Kaneko), Toru (Fábio Yoshihara), Daniela (Lívia Rossi) e Xarope (Sidney Santiago).
A partir da segunda fase, a protagonização de Vanessa Lóes foi substituída por Jackeline Petkovic, a qual interpretou Suellen Madeira, que conhece Lucas Mendonça em uma mansão de Pindamonhangaba. Nesta mansão, Kelly Madeira (Ellen Roche) é irmã invejosa de Suellen. Assim como o roteiro sofreu mudanças significativas, o elenco também sofreu: o núcleo japonês foi extinto e a história ficou focalizada no romance de Lucas e Suellen. Paolla Oliveira e Ricardo Macchi foram os responsáveis pela atuação de Stela Fontes Taylor e Ângelo Souza, os antagonistas dessa fase.

## Música
O tema de abertura da novela, "Olhar de mulher", é interpretado pela cantora brasileira Leila Pinheiro. A trilha sonora, com produção e lançamento da Record Produções e Gravações conta ainda com cantores como Gal Costa, por "As Time Goes By" e Zizi Possi em "Caminhos cruzados".
| N.º | Título                           | Música            | Duração |  |
| 1.  | "Olhar de Mulher"                | Leila Pinheiro    |         |  |
| 2.  | "As Time Goes By"                | Gal Costa         |         |  |
| 3.  | "Você só pensa em grana"         | Zeca Baleiro      |         |  |
| 4.  | "Hoje Mesmo"                     | Nando Reis        |         |  |
| 5.  | "Porta Aberta"                   | Luka              |         |  |
| 6.  | "Nukegara"                       | Kazufumi Miyazawa |         |  |
| 7.  | "Quem sabe isso quer dizer amor" | Milton Nascimento |         |  |
| 8.  | "Caminhos Cruzados"              | Zizi Possi        |         |  |
| 9.  | "O Lobo"                         | Pitty             |         |  |
| 10. | "Ó Nega"                         | Martinho da Vila  |         |  |
| 11. | "Canción de la Isla"             | Kazufumi Miyazawa |         |  |
| 12. | "Dublê de Corpo"                 | Renata Arruda     |         |  |
| 13. | "Com Palavras"                   | Lu Schievano      |         |  |
| 14. | "Joia Rara"                      | Beth Lammas       |         |  |

## Lançamento e repercussão
Para promover o lançamento, a Record ocupou 1000 dos 6300 outdoors da Grande São Paulo com a campanha de Metamorphoses, sendo a maior campanha em outdoor realizada no país. O programa investigativo Repórter Record exibiu uma reportagem sobre a máfia oriental, organizações criminosas, tráfico de drogas e extorsão um dia após a estreia da telenovela, sendo estes temas alguns dos tratados pela obra.

### Audiência
A Record impôs, antes da estreia, uma meta de 20 pontos de média. O primeiro capítulo registrou, consoante o Instituto Brasileiro de Opinião Pública e Estatística, 11 pontos de audiência e 17 de pico na Grande São Paulo, índice aceitável visto que estreou em um domingo de grande concorrência no horário nobre. Apesar deste número, a emissora permaneceu em terceiro lugar, atrás de Fantástico, com 33 pontos, e Programa Silvio Santos, com 16 pontos. O segundo episódio registrou apenas 6 pontos, enquanto Jornal Nacional teve 41 pontos e Canavial de Paixões, 11 pontos. Depois de duas semanas de transmissão, a telenovela começou a oscilar entre 4 e 6 pontos, mantendo a posição não esperada pelos produtores.
Em abril, Metamorphoses registrou seus piores números e posições: no dia 20, ficou em quarto lugar, chegando a perder para o TV Fama, da RedeTV!, e no dia 29 teve sua menor audiência, de 0,7 pontos. Com o início da segunda fase, a audiência permaneceu a mesma, variando entre 3 e 5 pontos. Com média de 4 pontos, terminou com 20 capítulos a menos que o planejado, principalmente por causa da audiência insatisfatória.

### Avaliação em retrospecto
Antes mesmo de estrear, a telenovela recebeu críticas por sua produção. Em um editorial, periodistas de O Estado de S. Paulo comentaram sobre a coletiva de lançamento de Metamorphoses: "Foi engraçada [...] a nova novela não tem autor! Na ficha técnica, não há nenhuma indicação do autor da trama. Prata fez parte deste time, mas não concordou com mudanças (bem radicais!)". Daniel Castro, da Folha de S.Paulo, disse que "[a telenovela] é conturbada [e] há muita rotatividade em sua autoria". No dia da estreia, a jornalista Laura Mattos deu sua opinião: "Tudo tem jeito de completa piração da TV comandada pela Igreja Universal do Reino de Deus e seu bispo Edir Macedo, a Record [está] a fim de tentar atrair os holofotes e roubar um pedaço da audiência da Globo".
Castro voltou a comentar após a estreia: "Metamorphoses chama a atenção pela qualidade de suas imagens em alta definição. Mas é só. Seu texto e roteiro são anêmicos. Alguns atores ainda não encontraram suas personagens". O escritor e jornalista Xico Sá avaliou positivamente os recursos cinematográficos: "Nos primeiros minutos, imagens de impressionar, alta definição, coisa de cinema [...] mas, ao abrirem a boca, as personagens não tinham o que falar. Quase uma novela muda". Laila Reis reafirmou a ausência de diálogos coesos e coerentes, examinando que "os equipamentos de alta definição fazem realmente diferença e deixam a novela com cara de filme ou série importada. A deserção pode ser creditada ao texto, sem a menor dúvida".

### Prêmios e indicações
| 2004 | Troféu Santa Clara | Pior Novela | Charlotte K |        |               |
| 2004 | Troféu Santa Clara | Pior Novela | Charlotte K | Venceu | [ 75 ] [ 76 ] |